# میخیلو پلوخونیوک
میخیلو پلوخونیوک (اوکراینی: Михайло Віталійович Плохотнюк؛ زادهٔ ۱۲ مارس ۱۹۹۹) بازیکن فوتبال است.
وی همچنین در تیم‌های ملی فوتبال Ukraine national under-16 football team, Ukraine national under-17 football team، و Ukraine national under-18 football team بازی کرده‌است.